# Guy Slabbinck
Guy Slabbinck (Brugge, 1979) is een Belgisch hedendaagse kunstenaar. Hij studeerde Grafische Vormgeving aan LUCA School of Arts Gent. Slabbinck is actief als kunstschilder en filmmaker.

## Werk
Als kunstenaar maakt Slabbinck voornamelijk schilderijen. Hij werkt hierbij vaak rond thema’s als exotisme, mythologie, magie, spiritualiteit, het dagelijkse leven en kunstgeschiedenis. Omdat hij geen studie in de schilderkunst deed, zoekt hij naar identiteit in de kunstgeschiedenis. Hij staat er om die reden voor bekend zich te laten inspireren door de oude meesters uit voornamelijk de late barok en de romantiek, voorbeelden zijn: Delacroix, Rubens, Velazquez, Goya, Ensor, Van Dyck, Géricault en anderen.
Het werk van Slabbinck werd al door meerdere personen beschreven, waaronder door Felix Fasolt, Johan Debruyne en Willem Elias.
Naast schilderen houdt Slabbinck zich sinds 2018 ook bezig met filmmaken. Schilderkunst speelt daar een grote rol in.

## Filmografie
- 2018 - Standby Painter

Slabbinck en Amir Yatziv maakten in 2018 de documentaire 'Standby Painter'. De film gaat over een illustere diefstal van een schilderij van Claude Monet in het Nationaal Museum in Poznan (Polen) in 2000. Robert Z., de dief, verving het schilderij toen door een replica. Slabbinck en Yatziv maken in de film gebruik van archiefbeelden van de politie, nieuwe schilderijen en interviews.
De documentaire kende zijn première op Visions du Réel 2018 (Nyon, Zwitserland) en was geselecteerd voor nog verscheidene andere festivals: Brussels Art Film Festival 2018 (Brussel, België), Docaviv 2018 (Tel Aviv, Israël), Krakow Film Festival 2018 (Krakau, Poland).

## Tentoonstellingen
Slabbinck stelt tentoon in groep en solo in galeries en musea in binnen- en buitenland. Voorbeelden hiervan zijn NK Gallery  (Antwerpen), Zebrastraat (Gent), Wow-Art Gallery (Brussel), het Museum voor Schone Kunsten (Gent), Nucleo (Gent), Sphinx Cinema (Gent), Galerie Zwart huis (Knokke), Blanco (Gent) en het Nationaal Museum voor Hedendaagse Kunst (Wroclaw, Polen).

## Collecties met werk van Guy Slabbinck
Het werk van Slabbinck maakt deel uit van verschillende collecties. Voorbeelden hiervan zijn Orsi Academy, Collection R, Stichting Liedts Meesen en Vanhoorebeke Fine Art Collection.